# 滾女搵老襯
，是一部1977年由李鐵執導的香港粵語電影。其中林建明、石修和羅浩楷曾在無綫電視於《歡樂今宵》一起工作，而伍衛國則曾在佳藝電視工作。

## 劇情
本片敍述由夜總會出身的馬安娜（林建明飾），於郭大富（張瑛飾）公司任職其私人秘書，名義上為公事，事實上為偷情。直至郭大富下屬黃思俊（伍衛國飾）和阿超（石修飾），連同安娜及安娜表妹咪咪（邵音音飾），一起向郭夫人（劉慧茹飾）通風報信，郭大富欲與安娜及咪咪鬼混之企圖遭識破。最後，郭大富與夫人於黃思俊與安娜、以及阿超與咪咪假聖德肋撒堂舉行的聯合婚禮上冰釋前嫌。

## 主要演員
| 角色                 | 演員                        |
| 馬安娜               | 林建明                      |
| 黃思俊               | 伍衛國                      |
| 咪咪                 | 邵音音                      |
| 阿超／王仔           | 石修 （粵語配音：林保全）   |
| 郭大富               | 張瑛                        |
| 郭大富夫人           | 劉慧茹                      |
|                      | 劉一帆                      |
|                      | 張惠儀                      |
|                      | 駱恭                        |
| 豪華俱樂部前台接待員 | 羅浩楷 （粵語配音：林保全） |
| 理髮店客人           | 邢詩韻                      |
|                      | 羅安娜                      |
|                      | 黃德明                      |
|                      | 李碩雄                      |

## 製作
該片由有利電影（香港）公司於1977年4月初進行拍攝至4月30日。